# 2517 Orma
A 2517 Orma (ideiglenes jelöléssel 1968 SB) a Naprendszer kisbolygóövében található aszteroida. Paul Wild fedezte fel 1968. szeptember 28-án.